# Borge (Østfold)
Pour les articles homonymes, voir Borge.
Borge est une ancienne municipalité du comté de Østfold en Norvège.
La paroisse de Borge est établie le 1er janvier 1938 (voir formannskapsdistrikt). Le district de Torsnes est séparé de Borge et devient municipalité le 1er janvier 1910. Borge lui-même a alors 6 466 habitants.
En 1951 une partie de Borge comptant 53 habitants est fusionnée avec la municipalité de Fredrikstad, suivi le 1er janvier 1964 de Gansrød et Ulfeng, qui possèdent chacun 30 habitants. La plus grande partie de Torsnes est réunifiée avec Borge, qui aura alors 9 219 habitants.
Le reste de Borge (avec Kråkerøy, Onsøy et Rolvsøy) est fusionné avec la ville de Fredrikstad le 1er janvier 1994. Avant cette ultime fusion Borge avait 11 959 habitants.
Borge est nommée en honneur d'une ferme appelée Borge ; la première église fut édifiée sur la propriété de celle-ci. Le nom lui-même est le pluriel de borg, norvégien pour « forteresse sur la colline ».

## Sources
- (en) Cet article est partiellement ou en totalité issu de l’article de Wikipédia en anglais intitulé « Borge, Østfold » (voir la liste des auteurs).
- (no)[PDF] Historisk oversikt over endringer i kommune- og fylkesinndelingen ; Dak Jukvam ; 1999